# Sean Hannity
Sean Patrick Hannity (n. 30 decembrie 1961, New York City, New York, SUA) este un prezentator american de talk-show și comentator conservator. Este gazda emisiunii radio The Sean Hannity Show⁠(d), respectiv a emisiunii politice Hannity⁠(d) difuzată pe Fox News din 2009.
Hannity a lucrat ca antreprenor general și a fost gazda unui talk-show în cadrul Universitatea din California, Santa Barbara⁠(d) în 1989. Ulterior s-a angajat la postul de radio WVNN⁠(d) în Athens, Alabama⁠(d), iar la scurt timp după, la WGST⁠(d) în Atlanta. După ce a părăsit WGSt, a activat la WABC⁠(d) în New York până în 2013. Din 2014, Hannity a lucrat la WOR⁠(d).
În 1996, Hannity și Alan Colmes⁠(d) au găzduit Hannity & Colmes⁠(d) pe Fox. După plecarea lui Colmes în ianuarie 2008, emisiunea a devenit Hannity.
Acesta a primit mai multe premii, printre care și o diplomă onorifică de la Liberty University⁠(d). A redactat trei bestselleruri listate în New York Times: Let Freedom Ring: Winning the War of Liberty over Liberalism⁠(d), Deliver Us from Evil: Defeating Terrorism, Despotism, and Liberalism⁠(d) și Conservative Victory: Defeating Obama's Radical Agenda⁠(d). O a patra lucrare intitulată Live Free or Die a fost publicată în 2020.
Hannity a promovat uneori teorii ale conspirației, cum ar fi „birtherism” (conform căreia președintele Barack Obama nu era un cetățean al Statelor Unite), declarații cu privire la uciderea lui Seth Rich⁠(d) și minciuni despre starea de sănătate a lui Hillary Clinton. Hannity a fost unul dintre primii susținători ai lui Donald Trump la alegerile prezidențiale din 2016. A acționat deseori ca purtător de cuvânt neoficial al președintelui, criticând mass-media și atacând ancheta lui Robert Muller privitoare la ingerințele Rusiei în timpul alegerilor prezidențiale⁠(d). Acesta a comunicat telefonic cu Trump în aproape fiecare săptămână. A vorbit cu de la pupitrul președintelui în cadrul unui miting pro-Trump, iar consilierii de la Casa Albă l-au caracterizat drept șeful „din umbră” al cabinetului⁠(d). Conform Forbes, începând din 2018, Hannity a devenit unul dintre cei mai urmăriți prezentatori de știri, cu precădere datorită relației apropiate cu Trump.